# Król komedii
Król komedii – amerykańska czarna komedia z 1983 roku w reżyserii Martina Scorsese. W głównych rolach występują Robert De Niro i Jerry Lewis.

## Fabuła
Kolekcjoner autografów i komik bez siły przebicia Rupert Pupkin (Robert De Niro) stara się zaistnieć w komediowej branży. Pewnego dnia spotyka on znanego komika Jerry'ego Langforda (Jerry Lewis), z którym chciałby współpracować. Po czasie okazuje się, że Pupkin chce osiągnąć swój cel za wszelką cenę.

## Obsada
- Robert De Niro jako Rupert Pupkin
- Jerry Lewis jako Jerry Langford
- Diahnne Abbott jako Rita Keane
- Sandra Bernhard jako Masha
- Shelley Hack jako Cathy Long
- Ed Herlihy jako on sam